# Spelaeocamptus neotropicus
Spelaeocamptus neotropicus is een eenoogkreeftjessoort uit de familie van de Canthocamptidae. De wetenschappelijke naam van de soort is voor het eerst geldig gepubliceerd in 1963 door Noodt.